# اسمرالداس، اکوادور
اسمرالداس (به اسپانیایی: Esmeraldas) یک شهر در اکوادور است که در استان اسمرالداس واقع شده‌است. اسمرالداس ۷۰٫۴۵ کیلومتر مربع مساحت و ۱۶۱٬۸۶۸ نفر جمعیت دارد و ۱۵ متر بالاتر از سطح دریا واقع شده‌است.

## خواهرخوانده
شهرهای سانتیاگو د کوبا و مونته‌ویدئو خواهرخوانده‌های اسمرالداس، اکوادور هستند.